# Campo San Rocco
Le Campo San Rocco est une place (campo) de Venise, située dans le sestiere de San Polo.
Située le long de la voie principale traversant le pont du Rialto et conduisant à la piazzale Roma, elle se trouve derrière la place campo dei Frari. Le campo san Rocco est un joyau de l'architecture vénitienne.

## Description
Le nom du campo est donné par l'église et la Scuola Grande de San Rocco, deux édifices en marbre blanc, chefs-d'œuvre de la Renaissance vénitienne. Du côté opposé par rapport à la Scuola Grande, on voit les puissantes absides gothiques de la basilique des Frari.
L'église abrite les reliques de San Rocco, et chaque année, à l'occasion de la fête du saint, le 16 août, on érige sur le campo une structure en bois couverte d'un baldaquin pour rejoindre l'entrée des portails de l'église et de l'école.

## Images

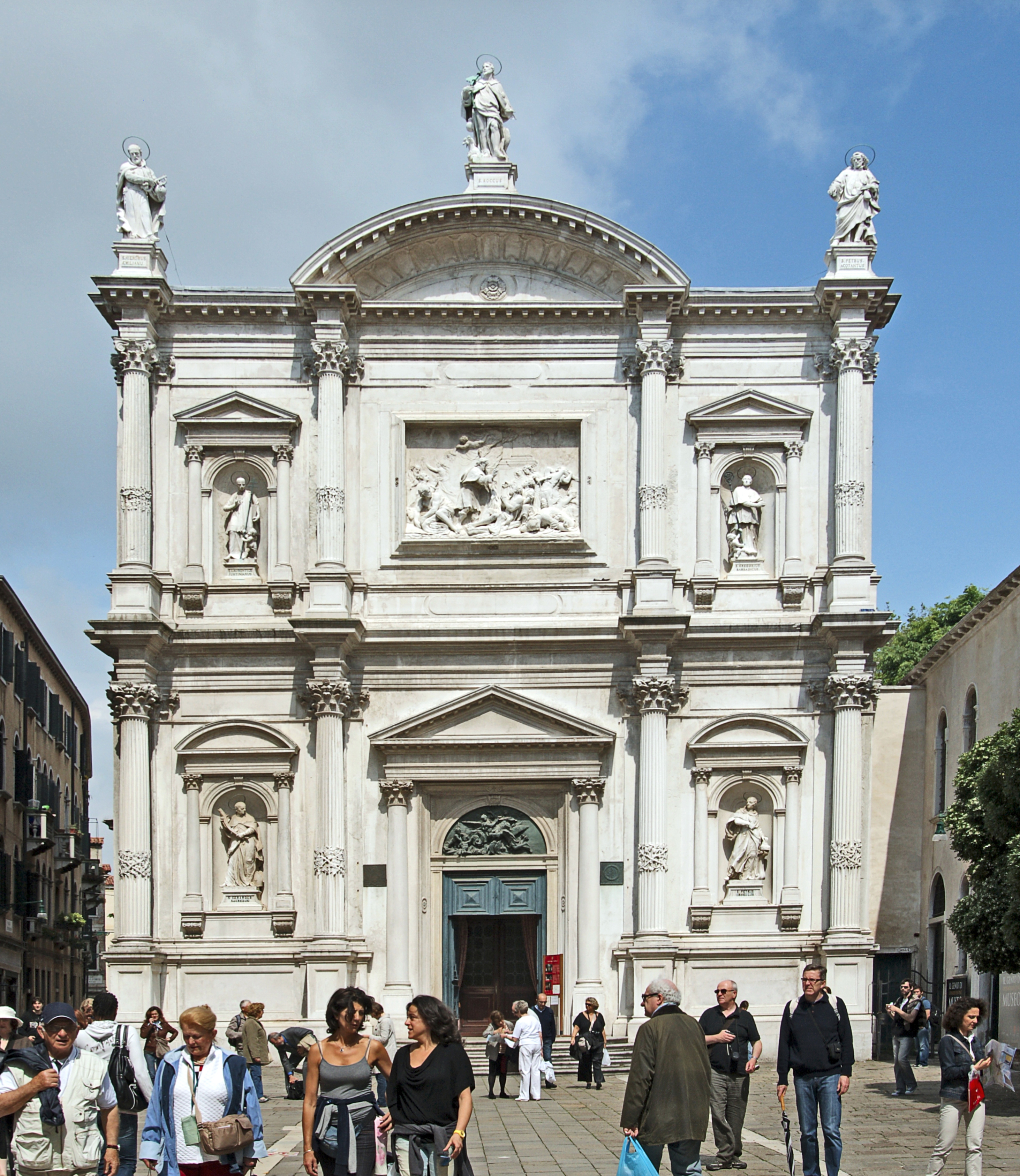
La façade de l'église de San Rocco
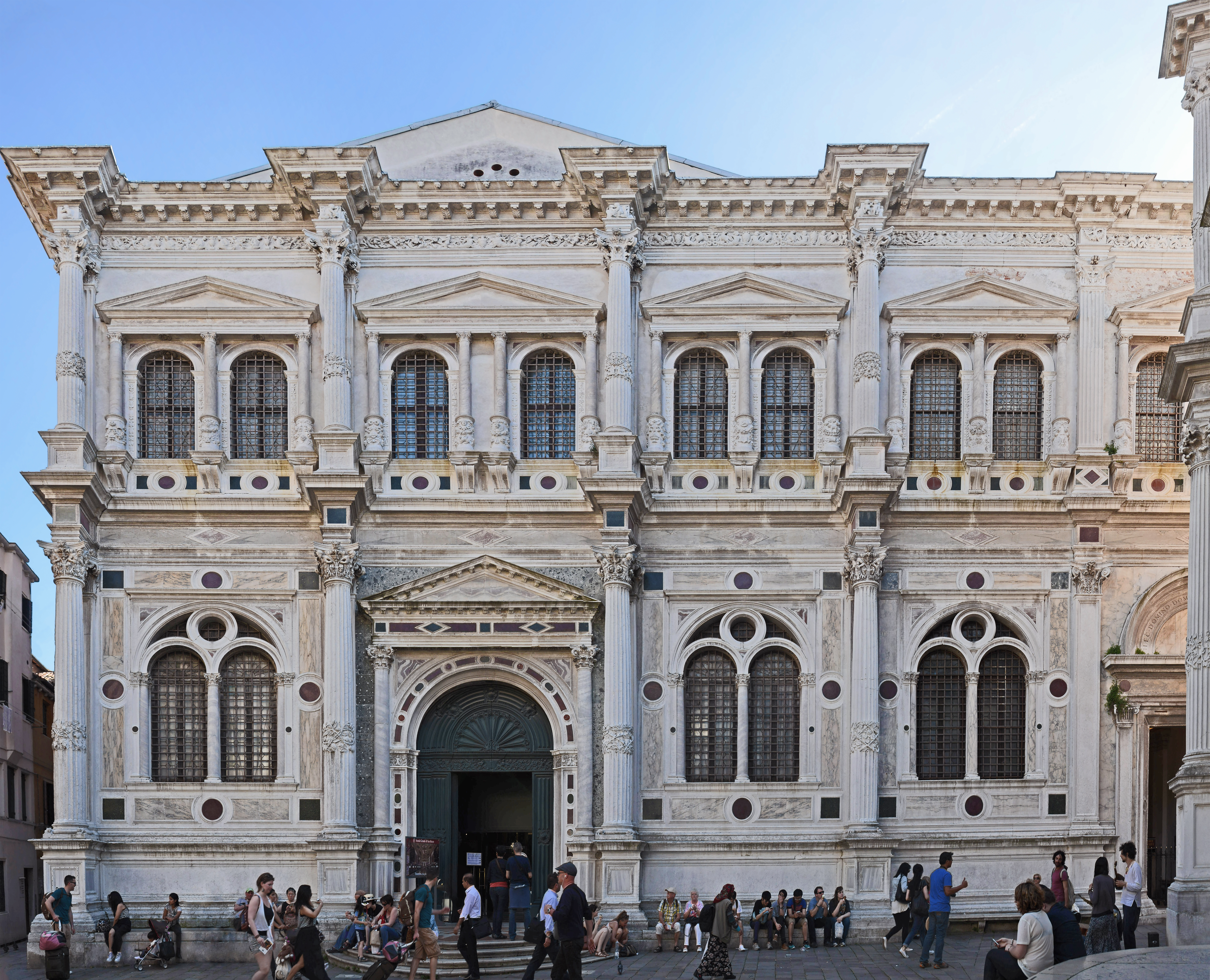
La façade de la scuola di San Rocco
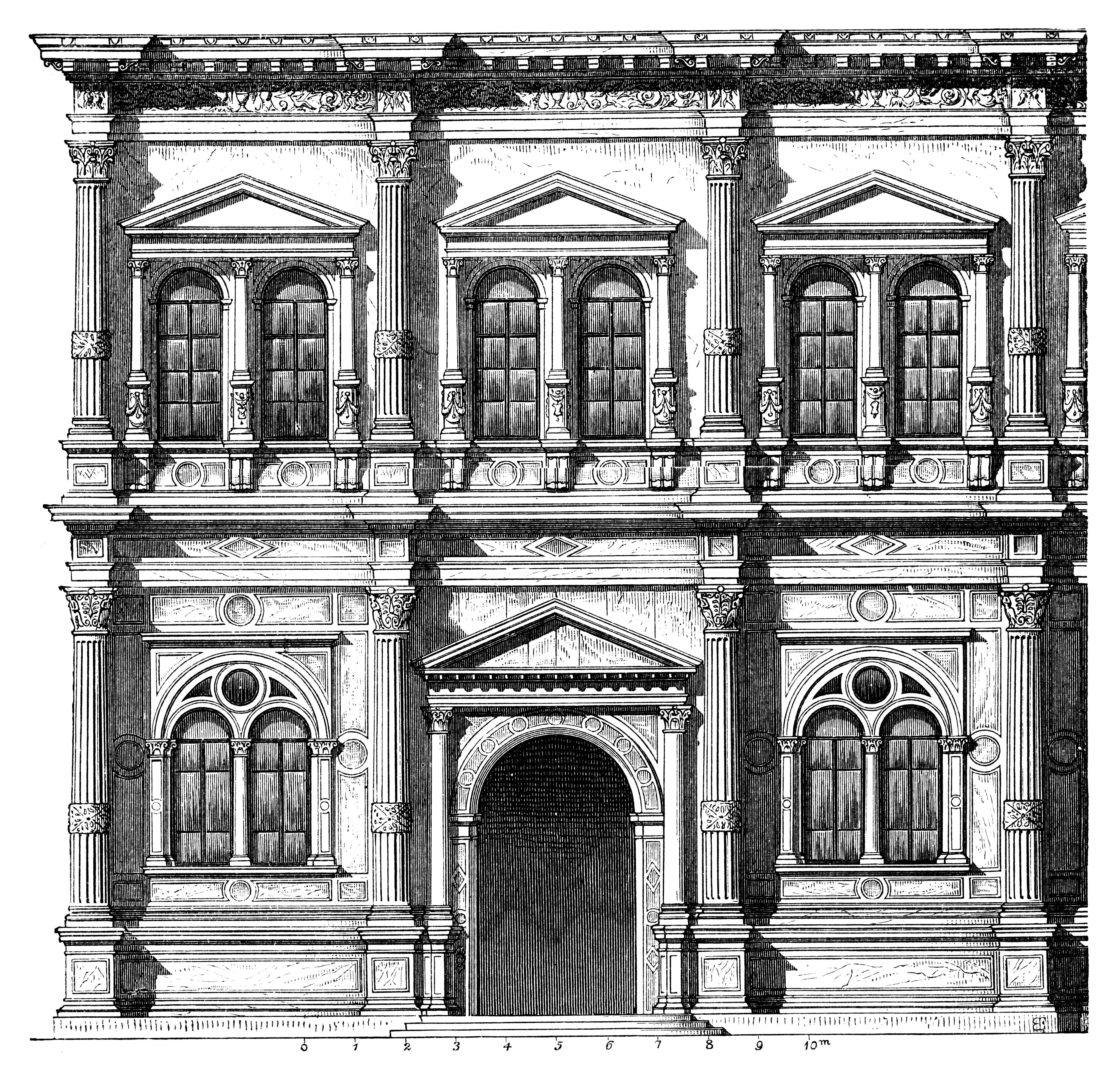
Schéma de la façade de la Scuola di San Rocco
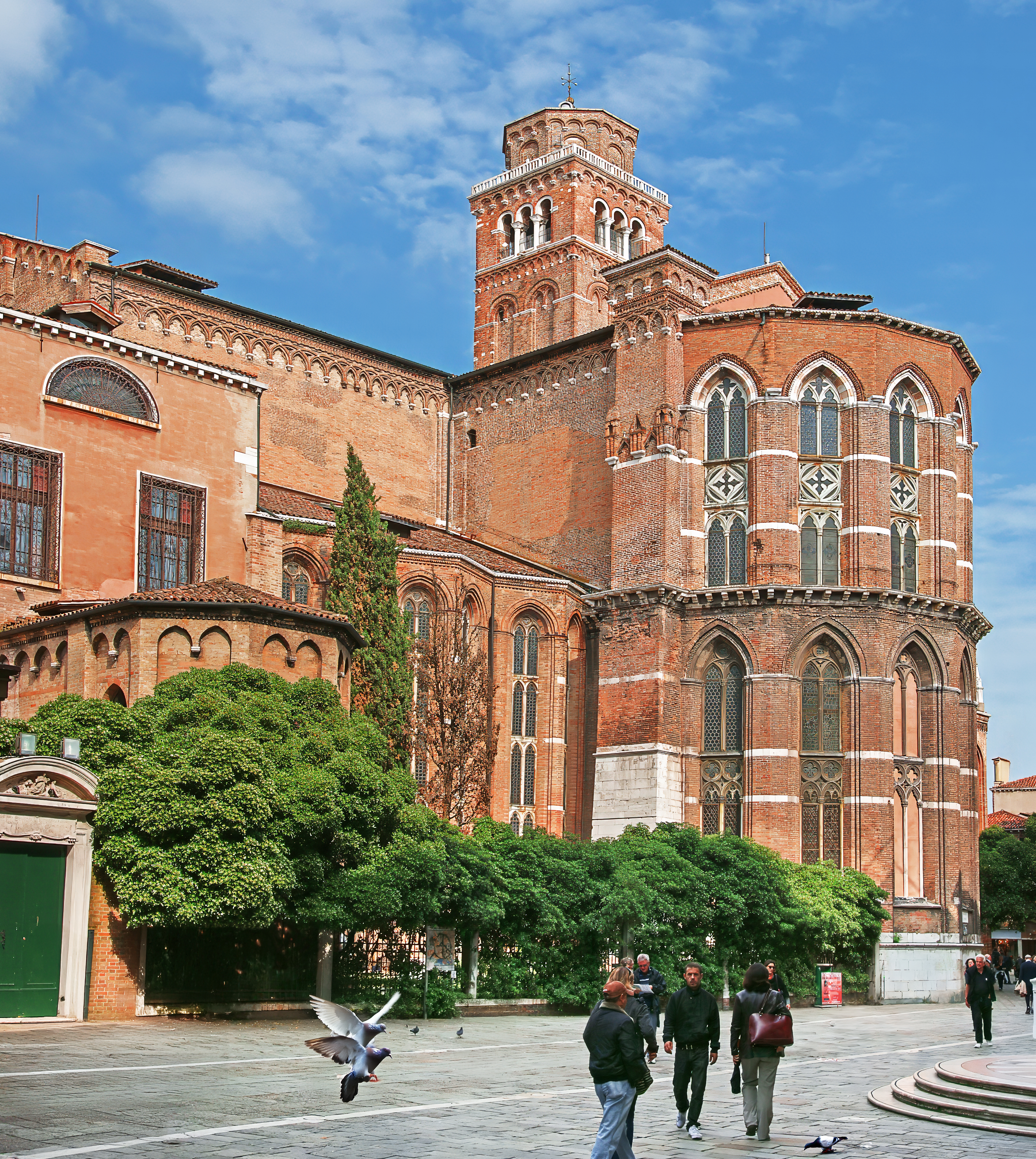
Santa Maria dei Frari
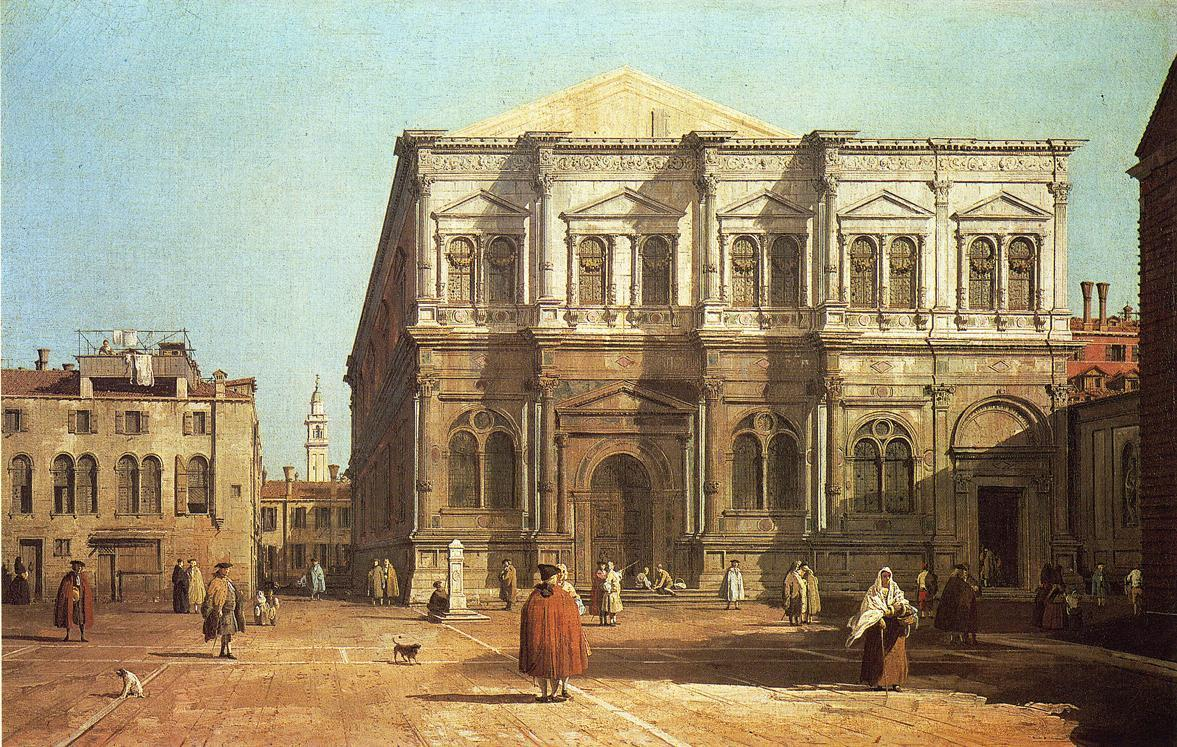
Campo San Rocco, par Canaletto